# 12249 Hannorein
12249 Hannorein eller 1988 SH2 är en asteroid i huvudbältet som upptäcktes den 16 september 1988 av den amerikanska astronomen Schelte J. Bus vid Cerro Tololo. Den är uppkallad efter Hanno Rein.
Asteroiden har en diameter på ungefär 9 kilometer och den tillhör asteroidgruppen Eos.